# اسکیل‌ترون

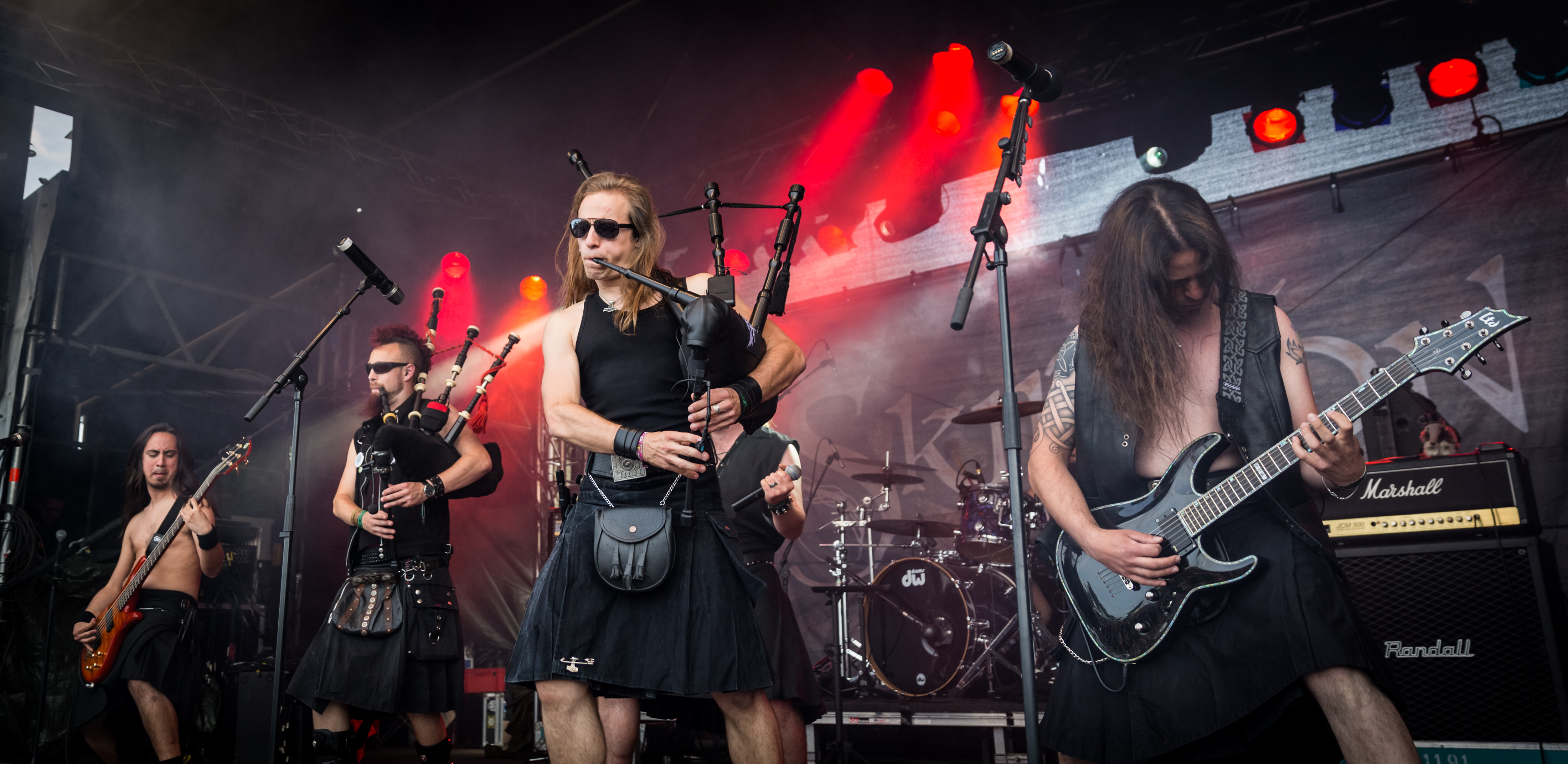
اسکیل‌ترون در جشنواره وکن اوپن ایر ۲۰۱۵

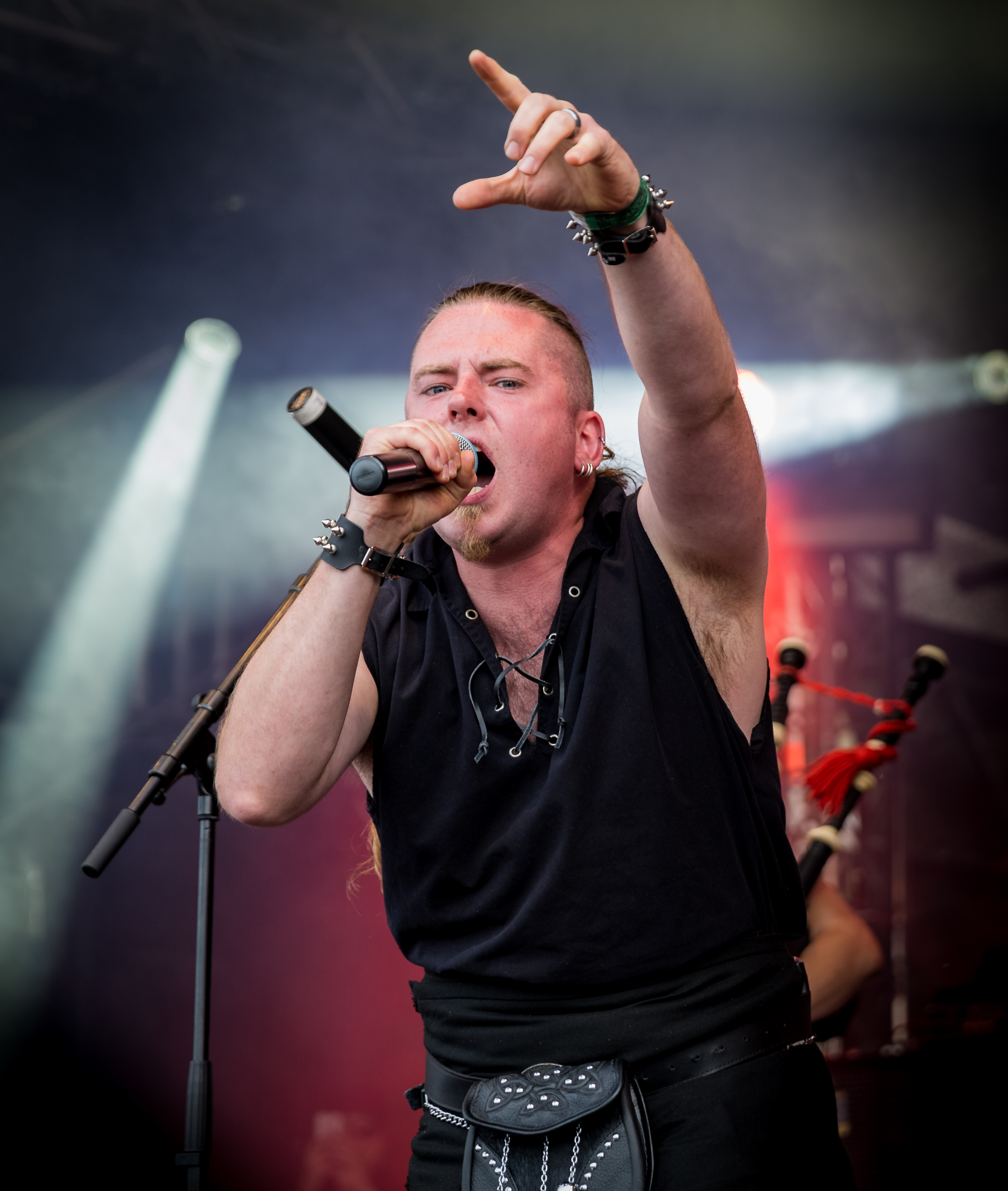
اسکیل‌ترون در جشنواره وکن اوپن ایر ۲۰۱۵

اسکیل‌ترون یک گروه موسیقی فولک متال آرژانتینی است که در سال ۲۰۰۴ توسط امیلیو سوئوتو در بوئنوس آیرس  تشکیل شد. اسکیل‌ترون یکی از معدود گروه‌های متال آمریکای جنوبی است که هوی متال و موسیقی سلتیک را با یکدیگر ادغام می کند، سبکی که در بسیاری از نقاط اروپا رایج‌تر است. از دیگر دلایل شهرت این گروه به‌کارگیری از نی‌انبان در موسیقیشان است.

### اعضای کنونی
- امیلیو سوئوتو - گیتار الکتریک، ماندولین، بوزوکی (۲۰۰۴ تاکنون)
- ماتیاس پنا - درامز (۲۰۰۴-تاکنون)
- ایگناسیو لوپز - باس (۲۰۱۱-تاکنون)
- پرگ آر باگل - نی‌انبان (۲۰۱۴-تاکنون)
- مارتین مک‌منوس - خواننده (۲۰۱۵ تا کنون)

## آلبوم‌شناسی

### نسخه‌های آزمایشی
| سال  | عنوان         |
| ---- | ------------- |
| ۲۰۰۴ | جمع‌کردن طوایف |
| ۲۰۰۷ | هری کور       |

### آلبوم‌ها
| سال  | عنوان                          |
| ---- | ------------------------------ |
| ۲۰۰۶ | طوایف متحد شده‌اند              |
| ۲۰۰۸ | بریدن سر دروغگویان             |
| ۲۰۱۰ | طوایف متحد شده‌اند (بازسازی‌شده) |
| ۲۰۱۰ | راه هایلند (سی‌دی+دی‌وی‌دی)       |
| ۲۰۱۳ | به میدان نبرد                  |
| ۲۰۱۶ | میراث خون                      |
| ۲۰۲۰ | راه هایلند                     |